# Red voltage
Le Red Voltage est une boisson extrêmement énergétique, produite par la société Inko Sport.

## Caractéristiques
Le Red Voltage est particulièrement adapté aux périodes d'exercice physique ou mental intense. Il donne un surplus d'énergie considérable et permet d'améliorer la concentration. Ce produit s'adresse aux sportifs.
Une utilisation trop intensive peut être dangereuse, il est recommandé de ne pas dépasser un demi-litre. De plus, le Red Voltage ne convient pas aux enfants ou aux personnes sensibles à la caféine.

## Ingrédients principaux
Le Red Voltage est composé principalement des ingrédients suivants :
- Maltodextrine
- Extraits de Guarana
- Caféine
- Vitamine C

## Différents emballages
On peut se procurer Red Voltage sous diverses formes :
- Sachets de 333 g sous forme de poudre, à mélanger avec de l'eau [2]
- Bouteilles de 500 ml[3]
- Canettes de 250ml[4]

## Valeurs nutritionnelles
Voici les valeurs nutritionnelles de la boisson Red Voltage.
| Donnée             | Red voltage pour 100 g | Red Voltage pour 1 verre (10g/300ml) |
| ------------------ | ---------------------- | ------------------------------------ |
| Énergie            | 1380 kJ (324 kcal)     | 138 kJ (32 kcal)                     |
| Protides           | < 1 g                  | < 0,1 g                              |
| Lipides            | < 1 g                  | < 0,1 g                              |
| Glucides           | 72 g                   | 7,2 g                                |
| Calcium            | 120 mg                 | 12 mg                                |
| Phosphore          | 915 mg                 | 92 mg                                |
| Magnésium          | 140 mg                 | 14 mg                                |
| Vitamine C         | 180 mg                 | 18 mg                                |
| Extrait de guarana | 4,8 g                  | 480 mg                               |
| Caféine            |                        | 96 mg                                |